# Bourrou
 Bourrou  (en occitano Borron) es una población y comuna francesa, situada en la región de Aquitania, departamento de Dordoña, en el distrito de Périgueux y cantón de Vergt.

## Demografía
| 181 | 189 | 173 | 176 | 155 | 153 | 158 |
| Para los censos de 1962 a 1999 la población legal corresponde a la población sin duplicidades (Fuente: INSEE [Consultar]) |     |     |     |     |     |     |